# Гуцульский пони
Гуцу́льский по́ни или карпа́тский по́ни, известен как гуцу́лик или гуцу́л — горная порода домашних лошадей, сформировавшаяся в Карпатах. Разводится в Румынии, Польше, на Украине. В 1979 году гуцульские лошади получили статус реликтовой породы и были взяты под охрану.

## Название

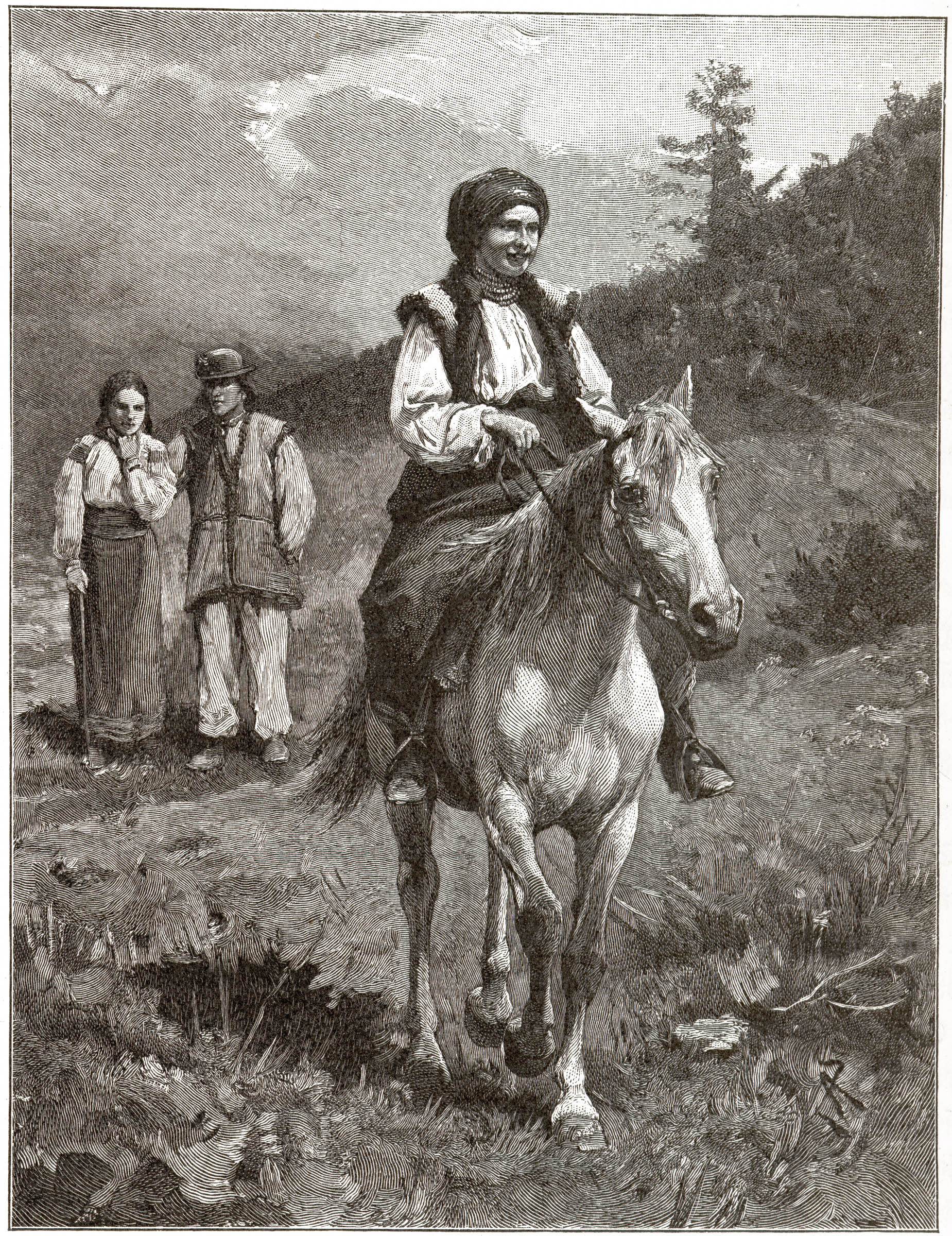
Гуцулка на лошади. Фото из журнала «Bukowina in Wort und Bild», Вена, 1898 год

Очевидно, что название породы произошло от слова «Гуцулы» — украинской этнической группы, которая проживает в горных районах Ивано-Франковской и Черновицкой областей, а также в Раховском районе Закарпатской области.

## Внешний вид

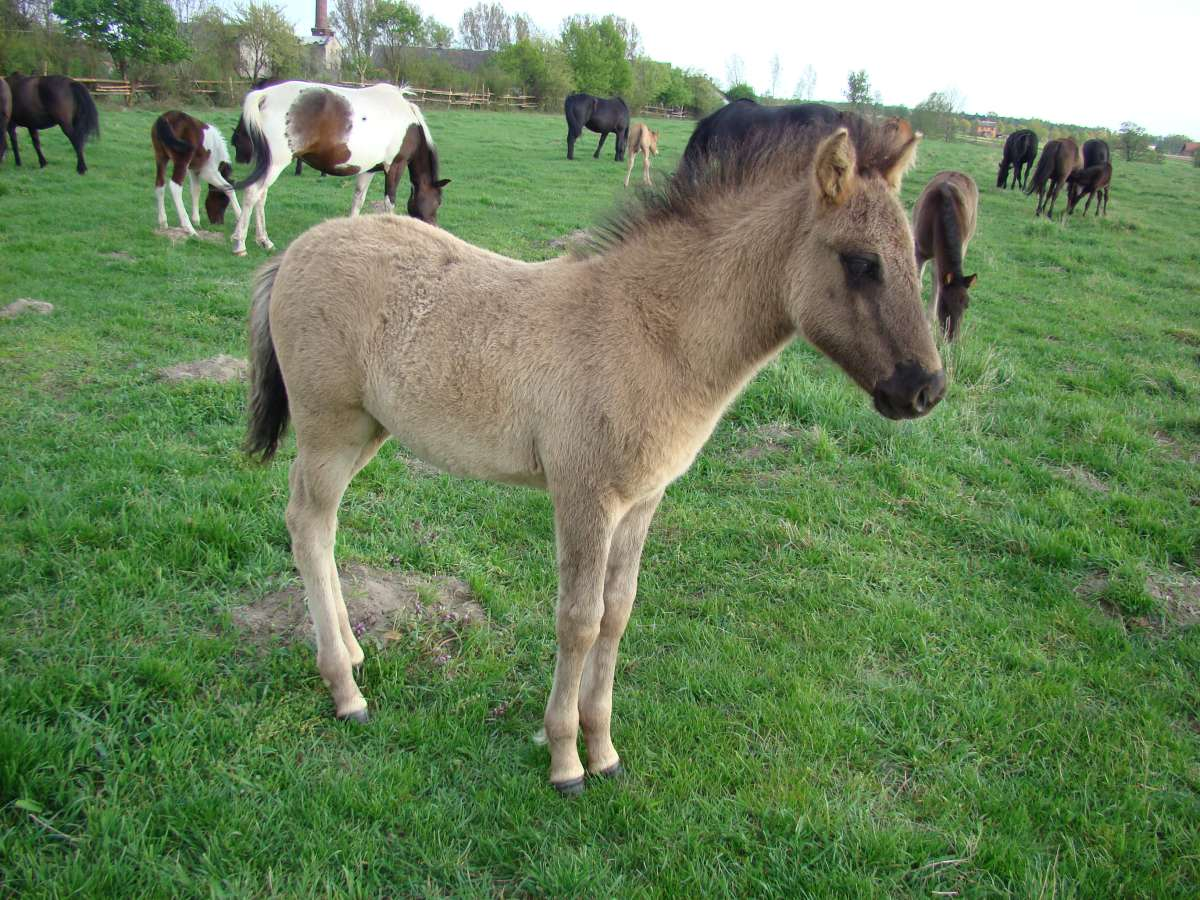
Жеребёнок

Лошади невысокие, средняя высота в холке у жеребцов составляет от 139 до 145 см, а у кобыл — 137–142 см. Круп у лошадей хорошо развит, грудь глубокая и широкая, голова выразительная с большими глазами и маленькими подвижными ушами. Сильная спина, мускулистая шея. Копыта маленькие и очень твёрдые, так что почти все гуцульские лошади не требуют ковки. Масть в большинстве гнедая с тёмным ремнём по спине, также встречаются буланая, вороная, рыжая, серая, мышастая. Отличительные признаки породы — полоса по хребту и зебровидные полоски на ногах.

## Происхождение
Основная версия происхождения породы — потомки дикого карпатского тарпана. Однако есть несколько предположений о возможных корнях других пород.
- По одной версии, у гуцульских пони есть корни гафлингской и/или арабской породы. Это предположение подтверждается тем, что для гуцульского коня, как и для арабского, характерны высокий хвост, сухость общего вида и форма головы.
- По другой и более достоверной версии, свою родословную гуцульские кони ведут от сородичей из Галиции, Буковины и северной части Венгрии. Предки гуцульских коней происходят родом из юго-восточных степей России, где раньше широко были распространены монгольские лошади. Также у гуцульской породы есть предки — кони норийского типа, которые являются прямыми потомками лошадей Римской империи[9].

## Характер
У гуцульских лошадей очень спокойный и уравновешенный характер. Они универсальны и подходят как для верховой езды, так и для упряжи. Они невозмутимы даже в тот момент, когда гуцульской лошадью управляет неопытный всадник.

## История
Первые упоминания о гуцульских лошадях датируются XIII веком в некоторых источниках, где описываются как дикие и неугомонные. На Украине первое письменное упоминание относится к 1603 году в книге Дорогостайского «Гиппика», где о гуцульском коне сказано: «Спокойный, но бьёт больно».
В 1856 году недалеко от Радовецкого конного завода был построен конный завод Луцина по разведению гуцульских лошадей. Тогда большая часть Карпат была под властью Австро-Венгрии. По указу императора в Карпатах начали проводить отбор гуцульских пони для использования в кавалерии, и с того момента стали вестись племенные книги, в которых записаны все родовые линии гуцульских лошадей. Вторая мировая война нанесла серьёзный удар по популяции гуцульской породы — в Чехословакии таких лошадей осталось не более 300 особей.

## Гуцульский конь сегодня

### Использование
В странах Восточной Европы гуцульскую породу используют для конного спорта, сельского и массового туризма, а также иппотерапии.

### Разведение
Для расширения гуцульской породы был создан «селекционный центр» коней в Буштино, который занимается своей деятельностью в Тячевском и Хустском районах Закарпатской области. Аналогичный пункт существует в Стеблёвке. На сегодня на Украине коневодство складывается в совокупное разведение Новоалександровской грузовой породы, украинской верховой и гуцульской пород, которые являются золотым фондом украинского коневодства. Фермерское хозяйство «Полонинське господарство» с 2001 года занимается разведением лошадей гуцульськой породы. Основной целью селекции гуцульской лошади в этом фермерском хозяйстве является рабочая продуктивность и приспособляемость к сложным условиям окружающей среды. Специалисты "Полонинського господарства", решили не изобретать ничего нового, а поэтому выбрали путь восстановления и закрепления ключевых характеристик гуцульской породы в свойственных её возникновению и формированию суровых природных условиях. Летние пастбища фермерского хозяйства находятся на высоте 1 000 метров над уровнем моря.
В 2016 году о начале разведения гуцульской породы в Винницкой области Украины заявил Геннадий Романенко.
Сегодня гуцульских лошадей разводят преимущественно в Буковинском регионе в Румынии, а также в Венгрии и районах Словацкой республики. В последние годы популярность этой породы достигла даже Англии.